# Las Lomitas de Nexpa
Las Lomitas de Nexpa är en ort i Mexiko.   Den ligger i kommunen San Marcos och delstaten Guerrero, i den södra delen av landet, 290 km söder om huvudstaden Mexico City. Las Lomitas de Nexpa ligger 36 meter över havet och antalet invånare är 369.
Terrängen runt Las Lomitas de Nexpa är platt åt sydost, men åt nordväst är den kuperad. Runt Las Lomitas de Nexpa är det ganska glesbefolkat, med 34 invånare per kvadratkilometer. Närmaste större samhälle är Las Vigas, 3,7 km sydväst om Las Lomitas de Nexpa. Omgivningarna runt Las Lomitas de Nexpa är en mosaik av jordbruksmark och naturlig växtlighet.